# Sigrid Johnson
Sigrid Johnson (Estocolmo, 17 de março de 2006) é uma atriz sueca.

## Carreira
Aos sete anos, Johnson apareceu em um esquete com Nour El Refai no Melodifestivalen de 2014. Ela apareceu, entre outras coisas, no longa-metragem A Swedish Christmas Tale (2021), na série de TV Jordskott e no especial de Natal Tusen år till julafton (2015). Em 2022, estrelou o longa-metragem Comedy Queen dirigido por Sanna Lenken. Por sua atuação no filme, ela ganhou um Guldbagge de Melhor Atriz. 

## Filmografia
- 2011 – Bibliotekstjuven (TV)
- 2015 – I nöd eller lust
- 2015 – Jordskott (TV)
- 2015 – Tusen år till julafton (TV)
- 2016 – Morran & Tobias – Som en skänk från ovan
- 2017 – Finaste familjen (TV)
- 2021 – Maria Wern – Som skuggor
- 2021 – Maria Wern – Ondskans djupa rot
- 2021 – Maria Wern – En orättvis rättvisa
- 2021 – Maria Wern – Fienden ibland oss
- 2021 – Heder (TV)
- 2021 – Sagan om Karl-Bertil Jonssons julafton
- 2022 – Comedy Queen
- 2022 – Beck – Dödsfällan
- 2023 – Jana – Märkta för livet (TV)